# Taxeotis celidora
Taxeotis celidora är en fjärilsart som beskrevs av Turner 1939. Taxeotis celidora ingår i släktet Taxeotis och familjen mätare. Inga underarter finns listade i Catalogue of Life.